# Các vụ đánh bom Surabaya 2018
Các vụ đánh bom Surabaya 2018 là một loạt các cuộc tấn công khủng bố bắt đầu xảy ra vào ngày 13 tháng 5 năm 2018 tại ba nhà thờ ở Surabaya, thành phố lớn thứ hai ở Indonesia. Các vụ nổ xảy ra tại Nhà thờ Công giáo Innocent Saint Mary (Gereja Katolik ở Santa Maria Tak Bercela, SMTB) trên đường Ngagel Madya, Nhà thờ Thiên chúa giáo Indonesia (Gereja Kristen Indonesia, GKI) trên đường Diponegoro và Nhà thờ Pentecost Surabaya (Gereja Pantekosta Pusat Surabaya, GPPS) trên Phố Arjuno. Vụ nổ đầu tiên diễn ra tại Nhà thờ SMTB; vụ nổ thứ hai và thứ ba sau một giờ.
Vụ đánh bom thứ tư xảy ra trong một khu chung cư ở Sidoarjo, một thành phố nằm gần đó. Vụ nổ xảy ra khi bọn khủng bố vô tình đặt bom vào trong phòng, giết chết 3 người và làm bị thương hai đứa trẻ mười một tuổi. Vụ đánh bom thứ năm xảy ra vào ngày hôm sau tại trụ sở cảnh sát Surabaya. Hai thủ phạm đã kích nổ thiết bị của họ trong khi họ đang bị cảnh sát kiểm tra tại lối vào.
Tính đến ngày 14 tháng 5 năm 2018 buổi sáng, 9 thường dân và 6 kẻ đánh bom tự sát đã bị giết và 42 người khác bị thương trong vụ đánh bom nhà thờ; một số người bị thương đang trong tình trạng nguy kịch. Các cuộc tấn công xảy ra chỉ vài ngày sau khi cuộc chiến tại Mako Brimob ở Depok, trong đó 5 cảnh sát đã bị giết. Các cuộc tấn công là cuộc tấn công khủng bố nguy hiểm nhất ở Indonesia kể từ vụ đánh bom Bali năm 2005. Theo các cuộc điều tra chính thức, những kẻ đánh bom tự sát là một gia đình được đào tạo ở Syria.